# Thameslink
| Thameslink                                                         | Thameslink           |
| ------------------------------------------------------------------ | -------------------- |
| Thameslink-Zug im Bahnhof Blackfriars                              |                      |
| Liniennetzplan 2020 mit geplanter Verlängerung nach Maidstone East |                      |
| Spurweite:                                                         | 1435 mm (Normalspur) |
| Stromsystem:                                                       | 750 V =              |
| Stromsystem:                                                       | 25 kV, 50 Hz ~       |
|                                                                    |                      |

Der Thameslink ist ein Nahverkehrssystem in London, das in Nord-Süd-Richtung Orte im Londoner Umland mit dem Stadtzentrum verbindet. Während die Züge außerhalb Londons gemeinsam mit dem übrigen Regionalverkehr verkehren, ähnelt das System im Stadtgebiet einer S-Bahn. Kern des Netzes bildet die Stammstrecke zwischen St Pancras und Blackfriars, die durch den Snow-Hill-Tunnel führt. Die Thameslink-Züge fahren unter anderem nach Bedford, Peterborough und Cambridge im Norden sowie nach Horsham, Brighton, Sevenoaks und Rainham im Süden. Auch die Flughäfen Gatwick und London-Luton werden bedient. Die Strecke gehörte bis zur Auflösung 1994 zu Network SouthEast, mit der Privatisierung von British Rail übernahm die Eisenbahngesellschaft Govia. Vom 1. April 2006 bis 13. September 2014 wurde der Betrieb von First Capital Connect und seit dem 14. September 2014 durch Govia Thameslink Railway geführt. Pro Jahr befördert Thameslink etwa 40 Millionen Reisende.

## Streckennetz

### Nördlicher Teil

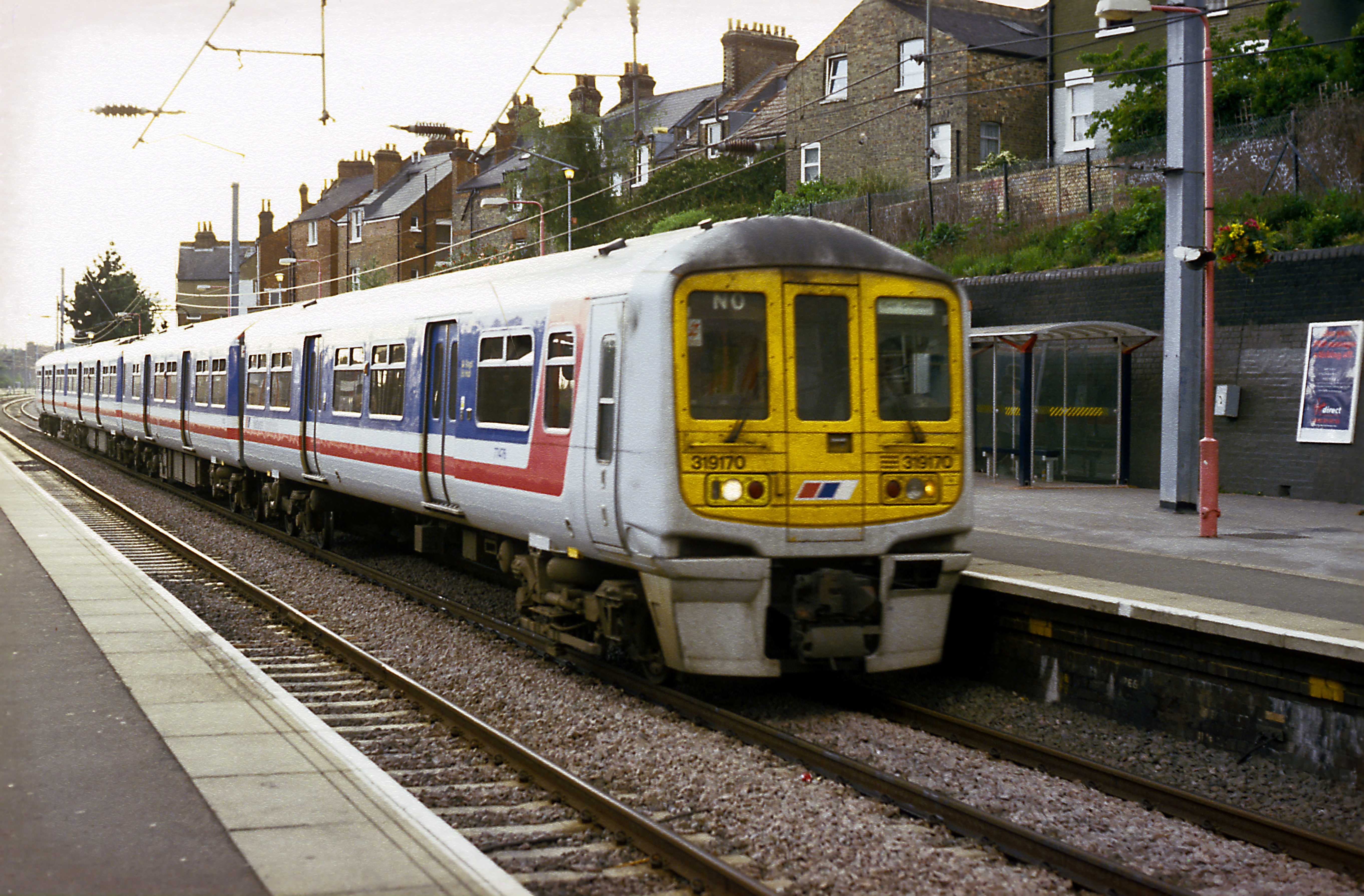
Triebzug 319 170 im Network-SouthEast-Anstrich unter 25 kV, Hp West Hampstead Thameslink

Der ursprüngliche nördliche Abschnitt entspricht der früher sogenannten „Bedpan“- (wörtlich „Bettpfanne“) Verbindung von Bedford über Luton nach London St Pancras auf der Midland Main Line.
Seit 2018 sind auch die East Coast Main Line nach Peterborough über Welwyn Garden City und Stevenage und die von ihr abzweigende Strecke nach Cambridge Teil des Thameslink-Netzes. Bei St Pancras werden sie über den Canal Tunnel an die Stammstrecke angebunden.

### Stammstrecke

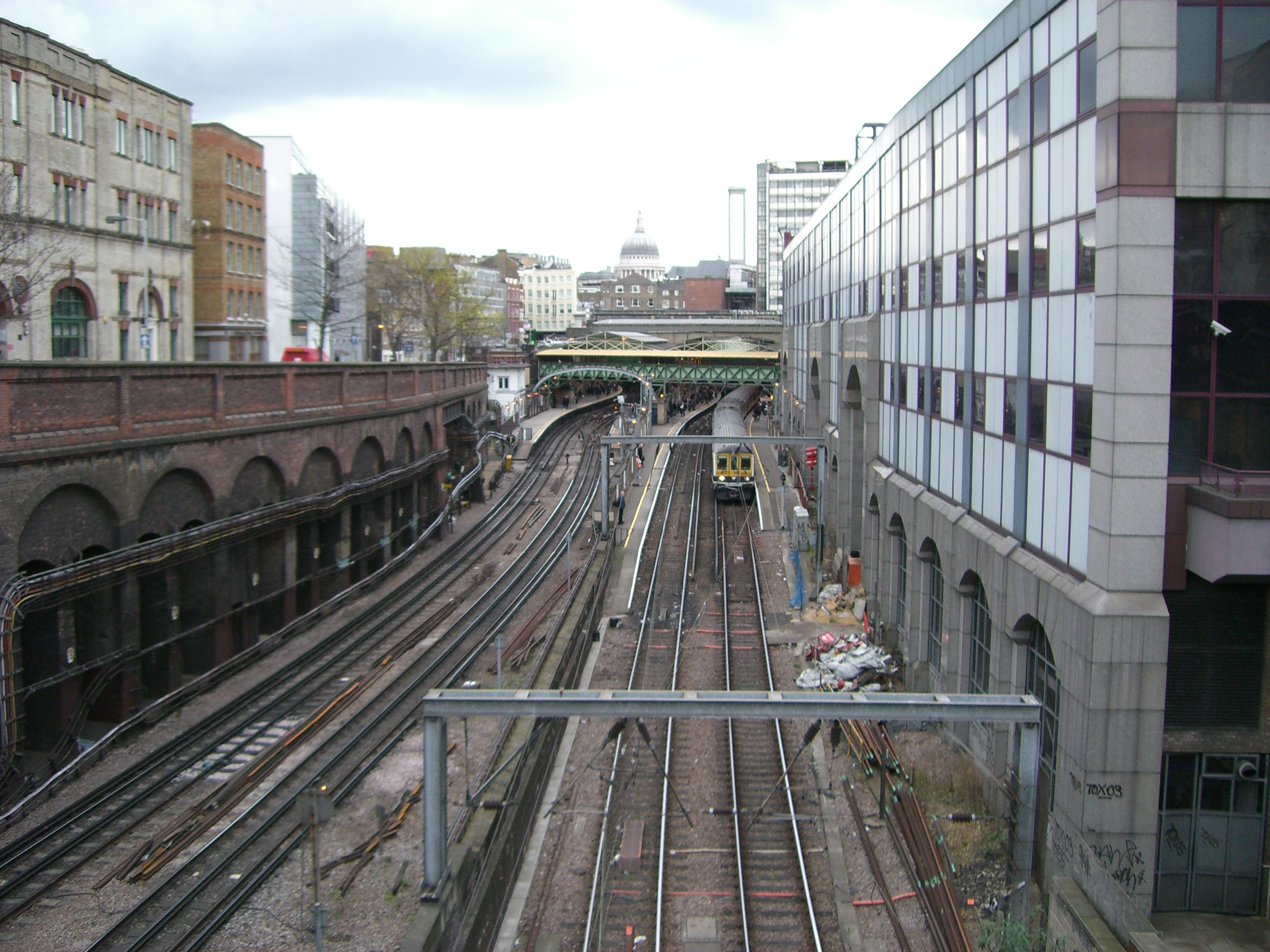
Bahnhof Farringdon von Norden aus gesehen, an den Thameslink-Gleisen rechts im Bild ist der Beginn der Stromschienen zu erkennen

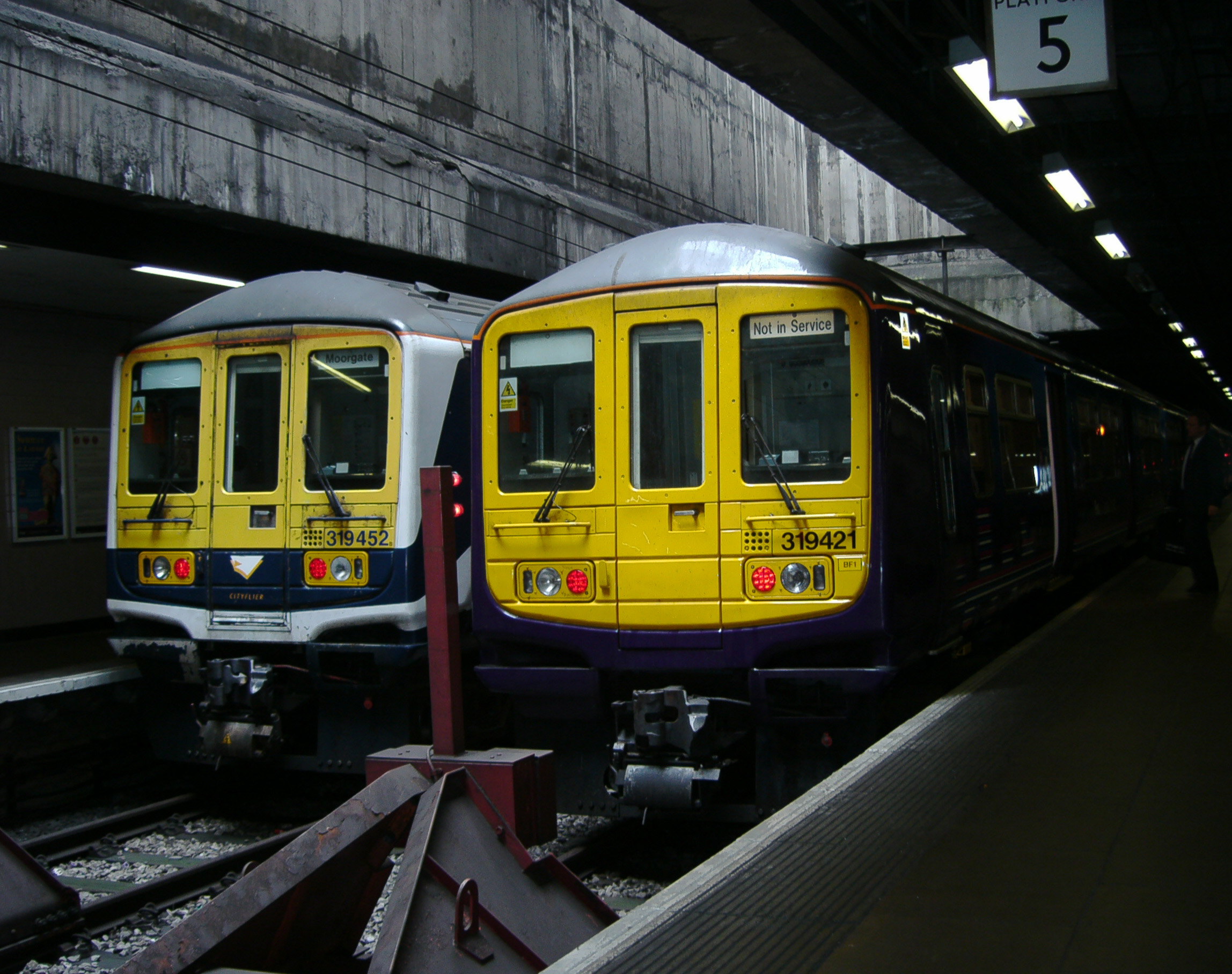
Kopfgleise 5 und 6 im Bahnhof Moorgate

Der Snow-Hill-Tunnel, die zentrale Verbindung durch London, wurde 1988 nach 50 Jahren für den Personenverkehr wiedereröffnet. Für Thameslink wurden ältere Tunnelabschnitte, darunter die von der Metropolitan Railway erbauten Widened Lines, zu einer neuen Route zusammengelegt. Die durchgehenden Züge hielten nicht mehr im Bahnhof St Pancras, sondern in der unterirdischen Station King’s Cross Thameslink.
Von 2004 bis Mai 2005 wurden die Züge zwischen King’s Cross und St Pancras getrennt, da in diesem Bereich Tunnel für die High Speed 1, die neue Strecke des Eurostar vom Eurotunnel über Stratford International nach St Pancras, gebaut wurden. Seit der Eröffnung des zweiten Abschnitts der High Speed 1 im Jahr 2007 halten die Thameslink-Züge in einer neuen Thameslink-Station direkt unter dem Bahnhof St Pancras.
In der Londoner Innenstadt werden folgende Stationen von Norden nach Süden bedient:
- King’s Cross Thameslink unter der Pentonville Road ist in der Nähe der Bahnhöfe King’s Cross und St Pancras, aber nur über die Straße oder einen Fußgängertunnel zu erreichen. 2007 wurde die Station durch einen Neubau unter dem Bahnhof St Pancras ersetzt.
- Farringdon; hier besteht eine Umsteigemöglichkeit in die Circle Line, die Hammersmith & City Line und die Metropolitan Line der London Underground. Im Bahnhof Farringdon liegt der Systemwechsel zwischen 25 kV Wechselspannung von Norden und dem Stromschienensystem mit 750 V Gleichspannung von Süden.
- City Thameslink, die zunächst St Paul’s hieß, aber dann umbenannt wurde, um Verwechslungen mit der deutlich entfernt liegenden U-Bahn-Station St. Paul’s an der Central Line zu vermeiden.
- Blackfriars, mit Umsteigemöglichkeiten zu anderen Eisenbahnlinien und in die District Line sowie die Circle Line der London Underground
- London Bridge, wo ebenfalls Umsteigemöglichkeiten zu anderen Eisenbahnlinien wie auch zur Northern Line und zur Jubilee Line der London Underground bestehen.

Thameslink ist abgesehen von der U-Bahn und der weiter westlich verkehrenden West London Line die einzige Eisenbahnlinie, die in Nord-Süd-Richtung durch London verläuft, statt in einem der Kopfbahnhöfe zu enden. Wegen dieser Querung des Zentrums war die Strecke seit ihrer Wiedereröffnung neben der North London Line in den Streckennetzplänen der U-Bahn enthalten. Seitdem letztere zum Overground-Netz gehört, wurde die Thameslink-Strecke aus den U-Bahn-Plänen wieder entfernt. Als Entlastung soll 2023 mit dem Bau von Crossrail 2 begonnen werden.
Crossrail, eine Tunnelstrecke in Ost-West-Richtung, wurde nach langer Bauzeit 2022 zum größten Teil eröffnet. Sie soll bis 2023 mit bestehenden Strecken verknüpft werden, sodass Züge durchgehend zwischen Vororten im Osten und Westen Londons und durch das Stadtzentrum verkehren können.
Eine Nebenstrecke führte bis 2009 von Farringdon über Barbican nach Moorgate.

### Südlicher Teil

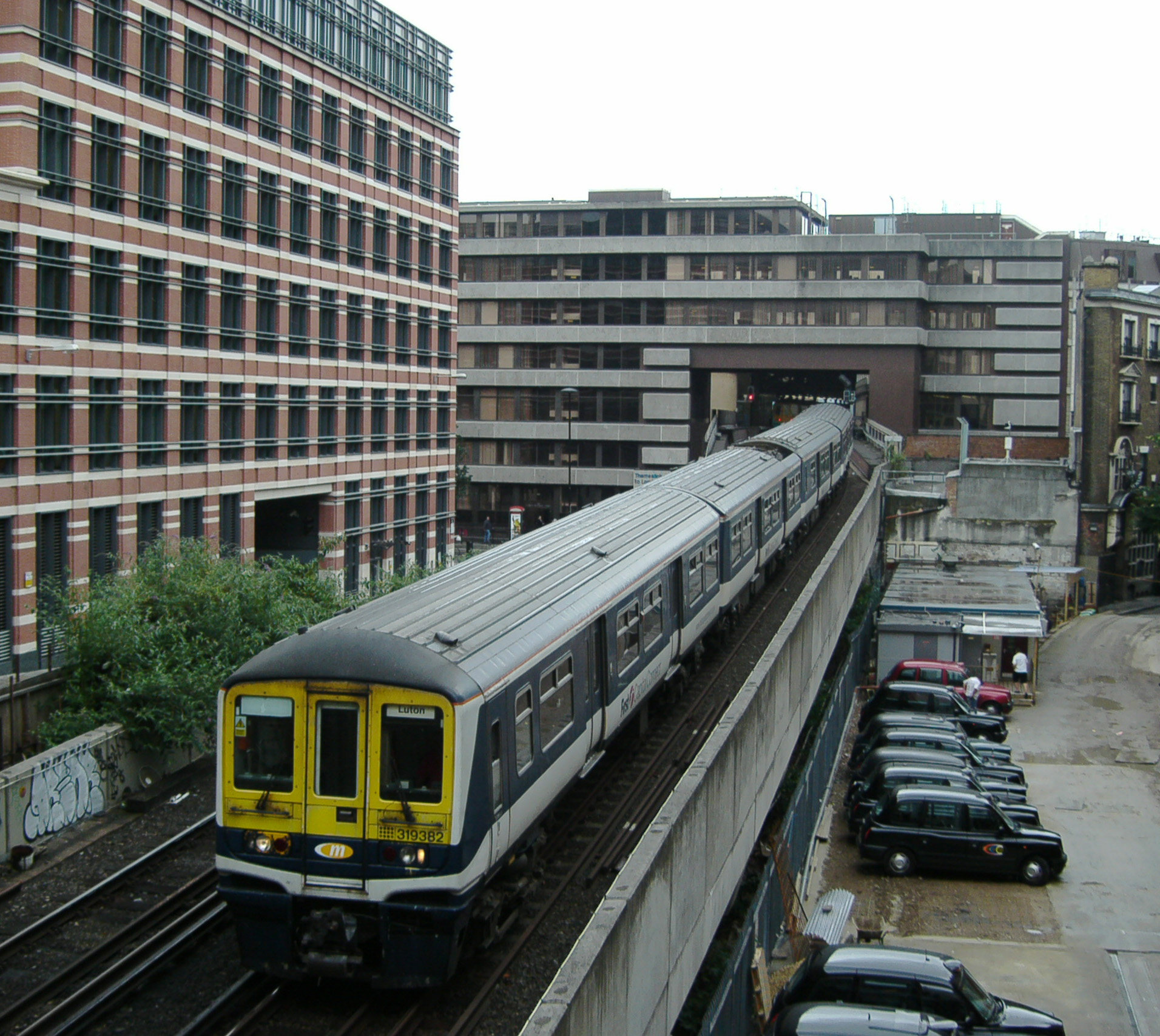
Thameslink-Zug bei Verlassen des Bahnhofs Blackfriars kurz vor der Einfahrt in den Snow-Hill-Tunnel

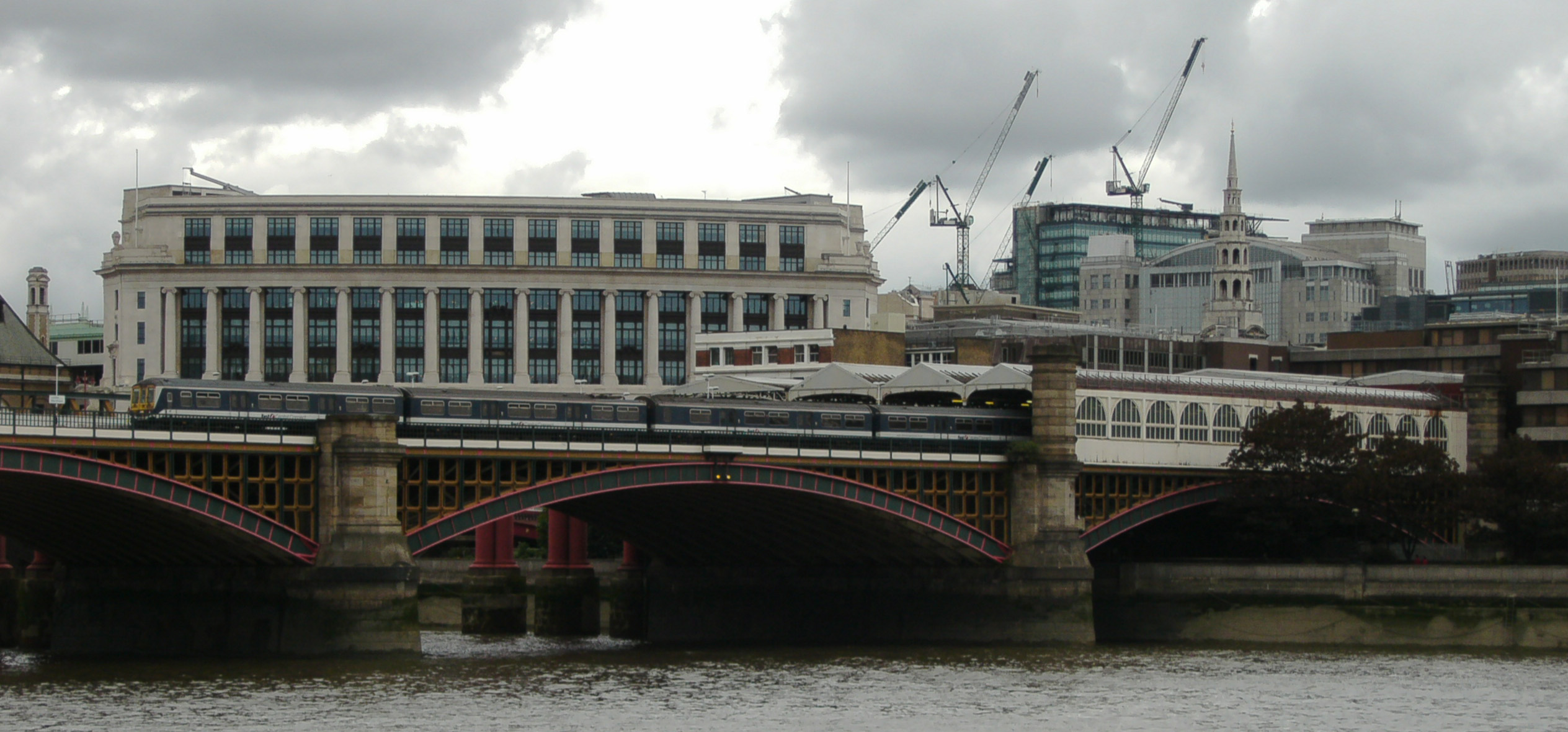
Bahnhof Blackfriars und Blackfriars Railway Bridge von Südosten aus gesehen

Im Süden verzweigt sich die Linie in zwei Richtungen; Die Hauptstrecke führt vom Bahnhof London Bridge über East Croydon und dem Flughafen Gatwick nach Brighton, die Nebenstrecke biegt hinter Blackfriars nach Elephant & Castle ab und führt dann über Streatham, Tooting, Wimbledon, Sutton und Mitcham Junction wieder nach Streatham. Einige Züge biegen von Brighton kommend hinter East Croydon auf die Nebenstrecke ab und treffen erst in Blackfriars wieder auf die Hauptstrecke, so dass nicht alle Züge von Gatwick nach London in London Bridge halten.
Ursprünglich verlief die Nebenstrecke über Elephant & Castle und Streatham nach West Croydon, dann weiter nach Carshalton Beeches und Sutton, Epsom, Leatherhead, Effingham Junction und Guildford. Nach der Privatisierung der britischen Eisenbahn endete die Nebenstrecke zunächst in West Croydon und wurde dann ganz geändert, seit 1995 wird West Croydon nicht mehr angefahren.

## Fahrzeuge
Das Rollmaterial von Thameslink bestand bis Mitte der 2010er-Jahre aus 74 Zügen der Reihe 319, die zwischen 1987 und 1990 von British Rail Engineering Limited (BREL) in Derby gebaut wurden. Dabei handelt es sich um Zweisystemtriebzüge mit je vier Wagen, die 289, 308 oder 319 Reisende befördern können. Die Einheiten sind mit Dachstromabnehmern für die Versorgung aus der Oberleitung mit 25 kV Wechselspannung und mit Seitenstromabnehmern für den Betrieb mit den von oben bestrichenen Stromschienen mit 750 V Gleichspannung nach dem System der Southern Railway ausgerüstet.
Seit 2015 erneuert und vergrößert die britische Regierung die Thameslink-Flotte. Dafür erhielt Siemens den Auftrag, gemeinsam mit dem Konsortium Cross London Trains (XLT), bestehend aus Siemens Project Ventures GmbH, Innisfree Limited und 3i Infrastructure plc 1140 Wagen der Reihe 700 (Desiro City) zu liefern. Erfolglos blieb das Drängen einiger Lokalpolitiker und britischer Bahngewerkschaften aus struktur- und regionalpolitischen Gründen, den Milliardenauftrag nicht dem ausländischen Bestbieter, sondern dem bisherigen, jetzt aber nur zweitplatzierten Lieferanten Bombardier zu erteilen. Es wurden 60 Achtwagen- und 55 Zwölfwagenzüge geliefert.
Zwischenzeitlich wurden 40 Züge der Reihe 365 saniert und dabei auf den neuesten Stand der Technik gebracht, wobei ein weiterer Grund der Sanierung beim behindertengerechten Umbau lag. Dabei erhielten die Einheiten behindertengerechte Toiletten und Stellplätze für Rollstuhlfahrer. Für das ab Frühling 2013 laufende Programm wurden 30 Millionen Pfund gezahlt. Im Herbst 2016 sollten die Triebwageneinheiten wieder vollständig betriebsfähig sein.

## Ausbau der Stammstrecke
Im Oktober 2007 wurden unter dem Titel Thameslink 2000 die Arbeiten zum Ausbau der Stammstrecke aufgenommen. Im Rahmen eines zweistufigen und bis 2015 laufenden Programms sollten dabei 5,5 Milliarden Britische Pfund investiert werden. In einer ersten Stufe sollten, bis Dezember 2011, die Bahnsteige an 23 Stationen verlängert werden. Im Bereich des Borough Market war eine neue zweigleisige Brücke vorgesehen. In einer zweiten Stufe sollte nach den Olympischen Spielen 2012 der Bahnhof London Bridge grundlegend umgebaut werden. An der Station sollte unter anderem die Zahl der Durchgangsgleise für Thameslink-Züge von 6 auf 9 angehoben und die Zahl der Kopfgleise dafür von 9 auf 6 reduziert werden. Daneben waren Tunnel und Überwerfungsbauwerke vorgesehen. Der Bahnhof soll zukünftig in Spitzenzeiten 86 Züge pro Stunde und Richtung bewältigen. Zwischen London Bridge and Metropolitan Junction sind zwei zusätzliche Gleise vorgesehen.
Einhergehend mit einem neuen Signalsystem sollten zusätzliche Linien angeboten und die Zugfrequenz im Stammstreckentunnel von 20 auf 24 Züge pro Stunde und Richtung angehoben werden. Eine ETCS-Ausrüstung war dabei nach Angaben von Network Rail nicht geplant. Insgesamt sollten bis zu 1300 neue Fahrzeuge beschafft werden.
2009 wurde entschieden, einen automatischen Betrieb (ATO) auf der Thameslink-Stammstrecke einzuführen. Analysen hatten gezeigt, dass nur damit die gewünschte Leistungsfähigkeit von 24 Zügen pro Stunde und Richtung mit der geforderten Qualität erreichbar wäre. 2010 kündigte Network Rail an, dafür ETCS einzusetzen, wobei nationale Erweiterungen (Paket 44) für automatischen Fahrbetrieb (ATO) genutzt werden sollen. Um das Ausrüstungsrisiko zu begrenzen, wird zunächst in mehreren Stufen eine konventionelle Lichtsignalisierung mit konventioneller Zugbeeinflussung (AWS/TPWS) installiert, die etwa 18 Züge pro Stunde zulässt. Darauf soll ETCS aufsetzen. Mehrere Solid-State-Stellwerke aus den 1990er-Jahren sollen durch ein Elektronisches Stellwerk ersetzt werden.
Die erste Ausbaustufe wurde im Frühjahr 2012 abgeschlossen. Der ETCS-ATO-Betrieb zwischen Kentish Town und Elephant & Castle soll im Januar 2018 aufgenommen werden, auf den weiteren Abschnitten im Laufe des Jahres 2018.
Am 27. Juni 2013 hat Siemens den Auftrag zur Lieferung von 1140 Wagen erhalten. Der Wert dieser Bestellung beträgt 1,8 Mrd. Euro. Es war der bis dahin größte Auftrag für das Unternehmen in Großbritannien. Mit ETCS Level 2 sollen im automatischen Betrieb (ATO) und einem Fahrerassistenzsystem eine Leistung von 24 Zügen pro Stunde und Richtung erbracht werden. Erstmals soll dabei ETCS in Verbindung mit automatischen Fahrbetrieb (ATO) eingesetzt werden, wozu auch nationale ETCS-Pakete (Paket 44) eingesetzt werden sollen. Unter anderem sollen dabei kapazitätskritische Bereiche, beispielsweise vor Bahnsteigen und Abzweigen, mit ETCS in mehrere Abschnitte unterteilt werden, um ein schnelleres Nachrücken zu ermöglichen. ETCS wird auch genutzt, um Informationen zur seitenselektiven Türsteuerung sowie zum Stromsystemwechsel zu signalisieren. Die ETCS-Fahrterlaubnisse sind darüber hinaus so projektiert, dass unter ETCS Level 2 die Nutzung des Release Speed Monitoring ermöglicht wird.
Im Automatikbetrieb beschränkt sich die Funktion des Triebfahrzeugführers im Wesentlichen auf die Überwachung des Fahrgastwechsels und das Einleiten der Abfahrt (mittels Startknopf). Zughalte sollen dann mit einer Genauigkeit von ±50 Zentimetern erfolgen. Nachdem ein Zug einen Halt am Bahnsteig gemeldet hat, soll die Leittechnik eine Haltezeit und die vorgesehene Fahrzeit zur nächsten Station übermitteln. Die Leittechnik soll dabei in ein nationales System zur Eisenbahnverkehrslenkung von Network Rail eingebunden werden.
Außerhalb des Kernbereichs wird die ETCS-Fahrzeugausrüstung mit den nationalen Zugbeeinflussungssystemen AWS und TPWS betrieben (ETCS Level National Train Control). Auch dabei soll ein Fahrerassistenzsystem Empfehlungen geben, das über öffentlichen Mobilfunk mit einem zentralen Leitrechner verbunden ist.
Zusätzlich übernimmt Siemens langfristig auch die Instandhaltung der Züge und baut dafür zwei neue Depots in Three Bridges und Hornsey auf. Gebaut werden die Fahrzeuge ab 2014 im Siemens-Werk in Krefeld, die Endausrüstung erfolgt bei Talbot Services in Aachen. Die Desiro-City-Thameslink-Fahrzeuge werden als acht- und zwölfteilige Zweisystemzüge für 750 V Gleich- und 25 kV Wechselspannung geliefert. Die Höchstgeschwindigkeit beträgt 160 Kilometer pro Stunde.
Mitte 2015 war ein Großteil der ETCS-Streckenausrüstung installiert, der Ausbau des GSM-R-Systems weit fortgeschritten. Das Radio Block Centre wurde in Laboren getestet. ETCS-Testfahrten mit den neuen Zügen sollen im August 2016 beginnen. Das Funknetz wurde durch zusätzliche Basisstationen neuer Bauart sowie 16 Funkfeldverstärker ergänzt, ist voll redundant aufgebaut, verwendet teils konventionelle Antennen, teils Schlitzkabel. Mit einem ETCS-Versuchszug der Baureihe 313 fanden erste ETCS-Versuchsfahrten zwischen 18. Oktober und 1. November 2015 statt. Versuchsfahrten mit der Baureihe 700 sollten ab Spätsommer 2016 folgen.
Die ersten Züge der Baureihe 700 wurden Ende Juni 2016 im Fahrgastbetrieb eingesetzt. Am 30. Juli 2016 fuhr ein erster dieser Triebzüge nachts mit ETCS über die Stammstrecke. Tests mit ATO sollten im September 2016 folgen. Anfang 2017 fanden ATO-Testfahrten mit zwei aufeinanderfolgenden Zügen statt.
Mit den neuen Zügen sollte das Sitzplatzangebot auf dem Streckenabschnitt im Herzen Londons bis 2019 gegenüber 2015 um rund 80 Prozent ausgeweitet werden. Im Mai 2018 wurde das Verkehrsangebot zur Hauptverkehrszeit auf 18 Züge pro Stunde und Richtung ausgeweitet. Ab Dezember 2018 sollten 20 Züge pro Stunde und Richtung angeboten werden, ab Mai 2019 22, ab Dezember 2019 schließlich 24 Züge pro Stunde und Richtung. Vorgesehen sind Züge mit acht oder zwölf Wagen. Aufgrund von Problemen beim Fahrplanwechsel im Mai 2018 wurde die weitere Einführung zeitlich gestreckt, um die Pünktlichkeit zu erhalten. Seit Mai 2019 werden 20 Züge pro Stunde und Richtung gefahren. Für darüber hinaus gehende Leistungssteigerungen ist ATO erforderlich. ATO wird seit 11. Dezember 2019 auf Zügen des Regelverkehrs erprobt. Für 24 Züge pro Stunde und Richtung sind weitergehende Maßnahmen im umgebenden Netz erforderlich. Zum Fahrplanwechsel im Dezember 2020 sollten zunächst fast 50 zusätzliche Züge zur werktäglichen Hauptverkehrszeit angeboten werden. 2021 war die ETCS-Ausbildung der Triebfahrzeugführer noch im Gang. Mit ETCS werde täglich über die Strecke gefahren. Es werden weniger als 22 Züge pro Stunde gefahren. Anfang 2023 waren von etwa 700 Triebfahrzeugführern etwa 200 für ETCS und ATO ausgebildet. Die Ausbildung der übrigen soll noch mehrere Jahre in Anspruch nehmen. Die Ausbildung hat sich durch die Covid-19-Pandemie verzögert. Auch werde die Software feinjustiert. Am 13. Oktober 2023 fand die 100.000. Fahrt mit ETCS und die 80.000 Fahrt mit ATO über die Stammstrecke statt.
Nach Angaben des Betreibers sei die 6,5 Milliarden Britische Pfund teure Umrüstung der Strecke, die auch den kompletten Umbau des Bahnhofs London Bridge, die neuen Züge der Baureihe 700 und weitere Ausbaumaßnahmen mit einschließt, die größte Ausbaumaßnahme einer im Betrieb befindlichen Bahnstrecke, die jemals versucht worden sei.
Zur Optimierung des Betriebs kommt ein vernetztes Fahrerassistenzsystem zum Einsatz, das bis zu 20 Kilometer über den Stadtrand hinausreicht und Informationen aus einem von Hitachi gelieferten Leitsystem bezieht.

## Building tomorrow’s railway today
Durch Thameslink Railway wurde eine Kampagne unter dem Namen Building tomorrow’s railway today ins Leben gerufen, die eine Verbesserung des Thameslinks in allen Bereichen erzielen soll. Einen wichtigen Teil leistet dabei die Anwerbung von Auszubildenden, von denen 2015 insgesamt 184 in einem zeitaufwändigen Ausbildungsprogramm zu Triebfahrzeugführern ausgebildet werden. Zusätzlich wurde in eine neue Bekleidung und eine Ausstattung mit iPads zur besseren Informationsübertragung für die Mitarbeiter des Thameslink investiert. Die Kapazität der Linie vor allem im Berufsverkehr nach London soll durch eine Ausweitung des Angebots verbessert werden. Zusätzlich werden etwa 50 Millionen Pfund in die Erneuerung von Bahnhöfen investiert, um die gesamte vorhandene Stationsinfrastruktur zu verbessern und auszuweiten.